# Тасбугетська селищна адміністрація
Тасбуге́тська селищна адміністрація (каз. Тасбөгет кенттік әкімдігі, рос. Тасбугетская поселковая администрация) — адміністративна одиниця у складі Кизилординської міської адміністрації Кизилординської області Казахстану. Адміністративний центр та єдиний населений пункт — селище Тасбугет.
Населення — 27634 особи (2021; 18987 у 2009, 17190 у 1999, 15693 у 1989).
Станом на 1989 рік існувала Тасбугетська селищна рада (смт Тасбугет), село Іркуль перебувало у складі Ленінської сільради Сирдар'їнського району.

## Склад
До складу адміністрації входять такі населені пункти:
| Населений пункт  | Колишні назви | Населення, осіб (1989) | Населення, осіб (1999) | Населення, осіб (2009) | Населення, осіб (2021) |
| ---------------- | ------------- | ---------------------- | ---------------------- | ---------------------- | ---------------------- |
| Ірколь, село     | Іркуль        | 324                    | 268                    | 112                    | 44                     |
| Тасбугет, селище | -             | 15369                  | 16922                  | 18875                  | 27590                  |